# 용담로 (경주 영천)
용담로(龍潭路, Yongdam-ro)은 대한민국의 경상북도 경주시 황성동 황성지하도네거리에서 시작하여, 영천시 고경면 청정교차로를 거쳐 연결하는 도로이다.

## 주요 경유지
경상북도
- 경주시 황성동 / 현곡면 금장리, 하구리, 가정리, 남사리
- 영천시 고경면 덕정리, 논실리, 칠전리, 파계리, 청정리

## 노선 경로

금장교네거리

| 이름                          | 접속 노선                        | 소재지          | 소재지                    | 비고            |
| 소금강로와 직결               | 소금강로와 직결                  | 소금강로와 직결 | 소금강로와 직결           | 소금강로와 직결 |
| ----------------------------- | -------------------------------- | --------------- | ------------------------- | --------------- |
| 황성지하도 네거리             | 국도 제7호선 (원화로)            | 경주시          | 황성동                    |                 |
| 계림중 네거리                 | 용담로, 황성로                   | 경주시          | 황성동                    |                 |
| 금장교 네거리                 | 강변로                           | 경주시          | 황성동                    |                 |
| 금장교(형산강)                |                                  | 경주시          | 황성동                    |                 |
|                               | 현곡면                           | 경주시          |                           |                 |
| 금장 사거리                   | 금장2길, 동대로, 안현로          | 경주시          |                           |                 |
| 금장 교차로                   | 국가지원지방도 제68호선 (형산로) | 경주시          |                           |                 |
| 하구리 (하구교)               | 충현로, 새안현로                 | 경주시          |                           |                 |
| 현곡 교차로                   | 국도 제20호선 건포산업로         | 경주시          |                           |                 |
| 마치재                        |                                  | 경주시          |                           |                 |
|                               | 영천시                           | 고경면          |                           |                 |
| 덕정리                        | 영천시                           | 고경면          | 지방도 제909호선 (심곡로) |                 |
| 청정교(고촌천) 국립영천호국원 | 영천시                           | 고경면          |                           |                 |
| 청정 교차로                   | 영천시                           | 고경면          | 국도 제28호선 (호국로)    |                 |

## 주요 건물 및 시설
- 황성파출소 - 경상북도 경주시 용담로 11
- 계림중학교 - 경상북도 경주시 용담로 68
- 경주시민운동장 - 경상북도 경주시 용담로 79-41
- 황성공원 - 경상북도 경주시 용담로 79-41
- 경주실내체육관 - 경상북도 경주시 용담로 79-48
- 계림고등학교 - 경상북도 경주시 용담로 122
- 서경주역 - 경상북도 경주시 현곡면 용담로 198-5
- 국립농산물품질관리원 경주사무소 - 경상북도 경주시 현곡면 용담로 490
- 용담정 - 경상북도 경주시 현곡면 용담로 690
- 경주디자인고등학교 - 경상북도 경주시 현곡면 694
- 파계보건진료소 - 경상북도 영천시 고경면 용담로 1805-13

## 참고 사항
- 경주시청과 경주역을 연결하는 주요 교통로인 용담로는 경주시 중심부를 관통하며, 상업지구와 주거지역을 경유하여 교통량이 많은 편이다. 용담로 주변에는 다양한 상업시설과 음식점, 카페가 밀집하여 지역 주민과 관광객 모두에게 편리한 교통수단으로 이용되고 있다. 또한, 경주역과의 근접성으로 인해 대중교통 이용에도 용이한 위치에 있다.
- 과거 2차선이었던 금장~현곡IC 구간에서는 차량 정체가 빈번히 발생하였으며, 해당 지역은 상업시설과 주택이 밀집하여 교통량이 많았고, 출퇴근 시간대와 관광 성수기에는 차량 정체가 더욱 심각하였다.